# قانون مصوب تولید دفاعی ۱۹۵۰
قانون مصوب تولیدات دفاعی ۱۹۵۰ (انگلیسی: Defense Production Act of 1950) یک قانون فدرال ایالات متحده آمریکاست که در ۸ سپتامبر ۱۹۵۰ در پاسخ به آغاز جنگ کره تصویب شد و بخشی از تلاش گسترده‌تر پدافند مدنی غیرنظامی و بسیج نیروها در شرایط جنگ سرد بود.
دونالد ترامپ در ۸ فروردین ۱۳۹۹، در مقابله با شیوع ویروس کرونا با یک فرمان اجرایی در  استناد به این قانون از جنرال موتورز خواست که دستگاه تنفس مصنوعی تولید کنند. 